# Discografia de Aaron Carter
A discografia de Aaron Carter, um cantor de música pop estadunidense, consiste em  quatro álbuns de estúdio, três extended plays (EPs), três álbuns de compilação, vinte e um singles e cinco álbuns de vídeo. Ele vendeu mais de quatro milhões de álbuns nos Estados Unidos, a partir de 2013 e mais de dez milhões em todo o mundo. Carter lançou seu primeiro single "Crush on You" em 1997, que se estabeleceu no top 10 da Austrália, Alemanha e Reino Unido. Seu primeiro álbum foi lançado no mesmo ano na Europa e vendeu mais de um milhão de cópias em todo o mundo. Em 2000, Carter assinou um contrato de gravação com a Jive Records e lançou mais três álbuns de estúdio; o primeiro deles, Aaron’s Party (Come Get It), foi o seu álbum de maior êxito, ele vendeu mais de três milhões de cópias somente nos Estados Unidos, sendo certificado pela RIAA como platina tripla. Em 2017, ele lançou o EP Love, depois de catorze anos desde seu último álbum, mais tarde em 2018, Carter lançou um álbum completo com o mesmo nome.

## Álbuns

### Álbuns de estúdio
| Título | Melhores posições nas tabelas musicais | Melhores posições nas tabelas musicais | Melhores posições nas tabelas musicais | Melhores posições nas tabelas musicais | Melhores posições nas tabelas musicais | Melhores posições nas tabelas musicais | Melhores posições nas tabelas musicais | Melhores posições nas tabelas musicais | Melhores posições nas tabelas musicais | Certificações   |
| Título | EUA                                    | AUS                                    | AUT                                    | ALE                                    | PB                                     | NOR                                    | SUE                                    | SUI                                    | RU                                     | Certificações   |
| --- | -------------------------------------- | -------------------------------------- | -------------------------------------- | -------------------------------------- | -------------------------------------- | -------------------------------------- | -------------------------------------- | -------------------------------------- | -------------------------------------- | --------------- |
| Aaron Carter - Lançamento: 1 de dezembro de 1997 - Gravadora: Edel Music - Formatos: CD                    | —                                      | 51                                     | 17                                     | 13                                     | 36                                     | 5                                      | 6                                      | 16                                     | 12                                     | - MC: Ouro      |
| Aaron’s Party (Come Get It) - Lançamento: 26 de setembro de 2000 - Gravadora: Jive - Formatos: CD, cassete | 4                                      | 97                                     | —                                      | 82                                     | 76                                     | —                                      | 57                                     | —                                      | —                                      | - MC: Ouro      |
| Oh Aaron - Lançamento: 7 de agosto de 2001 - Gravadora: Jive - Formatos: CD                                | 7                                      | —                                      | —                                      | —                                      | —                                      | —                                      | —                                      | —                                      | —                                      | - RIAA: Platina |
| Another Earthquake! - Lançamento: 3 de setembro de 2002 - Gravadora: Jive                                  | 18                                     | —                                      | —                                      | —                                      | —                                      | —                                      | —                                      | —                                      | —                                      |                 |
| Love - Lançamento: 16 de fevereiro de 2018 - Gravadora: Z Music Entertainment                              | —                                      | —                                      | —                                      | —                                      | —                                      | —                                      | —                                      | —                                      | —                                      |                 |
| "—" Indica que não entrou na tabela musical correspondente ou não foi lançado neste país.                  |                                        |                                        |                                        |                                        |                                        |                                        |                                        |                                        |                                        |                 |

### Compilações
| Título |
| --- |
| Most Requested Hits - Lançamento: 4 de novembro de 2003 - Gravadora: Jive - Formatos: CD                                |
| Come Get It: The Very Best of Aaron Carter - Lançamento: 17 de janeiro de 2006 - Gravadora: Jive, Legacy - Formatos: CD |
| 2 Good 2 B True - Lançamento: 28 de fevereiro de 2006 - Gravadora: Sony BMG - Formatos: CD                              |

## Extended plays(EPs)
| Título                                                                |
| --------------------------------------------------------------------- |
| Surfin' USA - Notas: EP promocional de Aaron Carter                   |
| The Music Never Stopped - Formatos: EP, download digital (Soundcloud) |
| Love - Formatos: EP, download digital (iTunes)                        |

## Singles
| Ano  | Título                                                            | Melhores posições nas tabelas musicais | Melhores posições nas tabelas musicais | Melhores posições nas tabelas musicais | Melhores posições nas tabelas musicais | Melhores posições nas tabelas musicais | Melhores posições nas tabelas musicais | Certificações             | Álbum                       |
| Ano  | Título                                                            | EUA                                    | AUS                                    | ALE                                    | PB                                     | SUE                                    | RU                                     | Certificações             | Álbum                       |
| ---- | ----------------------------------------------------------------- | -------------------------------------- | -------------------------------------- | -------------------------------------- | -------------------------------------- | -------------------------------------- | -------------------------------------- | ------------------------- | --------------------------- |
| 1997 | "Crush on You"                                                    | —                                      | 9                                      | 5                                      | 25                                     | 18                                     | 9                                      | - ARIA: Ouro - BVMI: Ouro | Aaron Carter                |
| 1998 | "Crazy Little Party Girl"                                         | —                                      | 20                                     | 13                                     | 23                                     | 7                                      | 7                                      |                           | Aaron Carter                |
| 1998 | "Shake It" (com participação de 95 South)                         | —                                      | 66                                     | —                                      | —                                      | —                                      | —                                      |                           | Aaron Carter                |
| 1998 | "I'm Gonna Miss You Forever"                                      | —                                      | —                                      | 13                                     | 56                                     | 9                                      | 24                                     |                           | Aaron Carter                |
| 1998 | "Surfin' USA"                                                     | —                                      | —                                      | 18                                     | —                                      | 51                                     | 18                                     |                           | Aaron Carter                |
| 1998 | "Let the Music Heal Your Soul" (como parte de Bravo All Stars)    | 60                                     | —                                      | 6                                      | 24                                     | —                                      | 36                                     |                           | Lançamento sem álbum        |
| 1999 | "Children of the World" (como parte de Hand in Hand for Children) | —                                      | —                                      | 65                                     | —                                      | —                                      | —                                      |                           | Lançamento sem álbum        |
| 2000 | "I Want Candy"                                                    | —                                      | 27                                     | 68                                     | 21                                     | 10                                     | 31                                     |                           | Aaron's Party (Come Get It) |
| 2000 | "Aaron's Party (Come Get It)"                                     | 35                                     | 73                                     | —                                      | 74                                     | —                                      | 51                                     | - RIAA: Ouro              | Aaron's Party (Come Get It) |
| 2001 | "That's How I Beat Shaq"                                          | 96                                     | —                                      | —                                      | —                                      | —                                      | —                                      |                           | Aaron's Party (Come Get It) |
| 2001 | "Bounce"                                                          | —                                      | —                                      | —                                      | —                                      | —                                      | —                                      |                           | Aaron's Party (Come Get It) |
| 2001 | "Oh Aaron" (com participação de Nick Carter e No Secrets)         | —                                      | —                                      | —                                      | —                                      | —                                      | —                                      |                           | Oh Aaron                    |
| 2001 | "Not Too Young, Not Too Old" (com participação de Nick Carter)    | —                                      | 80                                     | —                                      | —                                      | —                                      | —                                      |                           | Oh Aaron                    |
| 2001 | "I'm All About You"                                               | —                                      | —                                      | —                                      | —                                      | —                                      | —                                      |                           | Oh Aaron                    |
| 2002 | "Another Earthquake!"                                             | —                                      | —                                      | —                                      | —                                      | —                                      | —                                      |                           | Another Earthquake!         |
| 2002 | "Summertime"                                                      | —                                      | —                                      | —                                      | —                                      | —                                      | —                                      |                           | Another Earthquake!         |
| 2002 | "To All the Girls"                                                | —                                      | —                                      | —                                      | —                                      | —                                      | —                                      |                           | Another Earthquake!         |
| 2003 | "Do You Remember"                                                 | —                                      | —                                      | —                                      | —                                      | —                                      | —                                      |                           | Another Earthquake!         |
| 2003 | "She Wants Me" (com Nick Carter)                                  | —                                      | —                                      | —                                      | —                                      | —                                      | —                                      |                           | Most Requested Hits         |
| 2004 | "One Better"                                                      | —                                      | —                                      | —                                      | —                                      | —                                      | —                                      |                           | Most Requested Hits         |
| 2005 | "Saturday Night"                                                  | —                                      | —                                      | —                                      | —                                      | —                                      | —                                      | - RIAA: Ouro              | Popstar soundtrack          |
| 2009 | "Dance with Me" (com participação de Flo Rida)                    | —                                      | —                                      | —                                      | —                                      | —                                      | —                                      |                           | Lançamento sem álbum        |
| 2010 | "Planet Rock" (com participação de Busta Rhymes)                  | —                                      | —                                      | —                                      | —                                      | —                                      | —                                      |                           | Lançamento sem álbum        |
| 2010 | "Perfect Storm"                                                   | —                                      | —                                      | —                                      | —                                      | —                                      | —                                      |                           | Lançamento sem álbum        |
| 2014 | "Ooh Wee" (com participação de Pat SoLo)                          | —                                      | —                                      | —                                      | —                                      | —                                      | —                                      |                           | Lançamento sem álbum        |
| 2016 | "Fool's Gold"                                                     | —                                      | —                                      | —                                      | —                                      | —                                      | —                                      |                           | Love                        |
| 2017 | "Sooner or Later"                                                 | —                                      | —                                      | —                                      | —                                      | —                                      | —                                      | - FIMI: Ouro              | Love                        |

### Trilhas sonoras
| Ano  | Título                          | Álbum                       |
| ---- | ------------------------------- | --------------------------- |
| 1999 | "(Have Some) Fun with the Funk" | Pokémon: The First Movie    |
| 2000 | "Iko Iko"                       | The Little Vampire          |
| 2000 | "Life Is a Party"               | Rugrats in Paris: The Movie |
| 2001 | "Leave It Up to Me"             | Jimmy Neutron: Boy Genius   |
| 2001 | "A.C.'s Alien Nation"           | Jimmy Neutron: Boy Genius   |
| 2001 | "Go Jimmy Jimmy"                | Jimmy Neutron: Boy Genius   |
| 2001 | "Little Bitty Pretty One"       | The Princess Diaries        |
| 2002 | "I Just Can't Wait to Be King"  | Disneymania                 |
| 2002 | "Through My Own Eyes"           | Liberty's Kids              |
| 2003 | "Get Up on Ya Feet"             | Kim Possible                |
| 2005 | "Saturday Night" (live)         | Popstar                     |
| 2005 | "I Want Candy" (live)           | Popstar                     |
| 2005 | "Enuff of Me"                   | Popstar                     |
| 2005 | "One Better" (live)             | Popstar                     |
| 2005 | "Do You Remember" (live)        | Popstar                     |

## VHS/DVDs
| Título                                                                     | Notas | Certificações   |
| -------------------------------------------------------------------------- | --- | --------------- |
| Shake It – The Video - Lançamento: 1998 - Gravadora: Shock - Formatos: VHS | Inclui os vídeos musicais de "Shake It", "Crush on You" e "Crazy Little Party Girl". |                 |
| Private & Personal - Formatos: VHS                                         | Incluí cenas de bastidores, entrevistas e apresentações ao vivo de Carter. |                 |
| Aaron's Party: The Videos - Formatos: VHS / VCD / DVD                      | Incluí cinco videos musicais, cenas de bastidores, galeria de imagens, jogo de perguntas e links. | - RIAA: Platina |
| Aaron's Party: Live in Concert - Formatos: VHS / VCD / DVD                 | Incluí o concerto de Carter na Disney's Hollywood Studios, sua festa de aniversário de treze anos, a gravação do seu então próximo álbum, o vídeo musical de "That's How I Beat Shaq" com uma saudação pessoal de Carter. | - RIAA: Platina |
| Oh Aaron: Live in Concert - Formatos: VHS / VCD / DVD                      | Incluí vídeos de Carter durante seu concerto em Baton Rouge, Louisiana, cenas de bastidores, vídeos musicais e links. | - RIAA: Ouro    |